# Liste der Naturdenkmale in Ehlenz
Die Liste der Naturdenkmale in Ehlenz nennt die im Gemeindegebiet von Ehlenz ausgewiesenen Naturdenkmale (Stand 4. April 2024).

## Naturdenkmale
| Nr.         | Bezeichnung  | Lage                                    | Beschreibung                                        | Bild                                    |
| ----------- | ------------ | --------------------------------------- | --------------------------------------------------- | --------------------------------------- |
| ND-7232-425 | Kleines Maar | südlich des Ortes; Flur Auf Aspelt Lage | Niedermoor; flächenhaftes Naturdenkmal, ca. 0,15 ha | Direkt Bild zu diesem Denkmal hochladen |

## Ehemalige Naturdenkmale
| Nr.         | Bezeichnung                    | Lage                               | Beschreibung                                                  | Bild                                    |
| ----------- | ------------------------------ | ---------------------------------- | ------------------------------------------------------------- | --------------------------------------- |
| ND-7232-396 | Winterlinde an der Kirchstraße | Hauptstraße, gegenüber Nr. 15 Lage | Tilia cordata; um 1900 gepflanzt; Rechtsverordnung aufgehoben | Direkt Bild zu diesem Denkmal hochladen |